# La Croisette (straat)

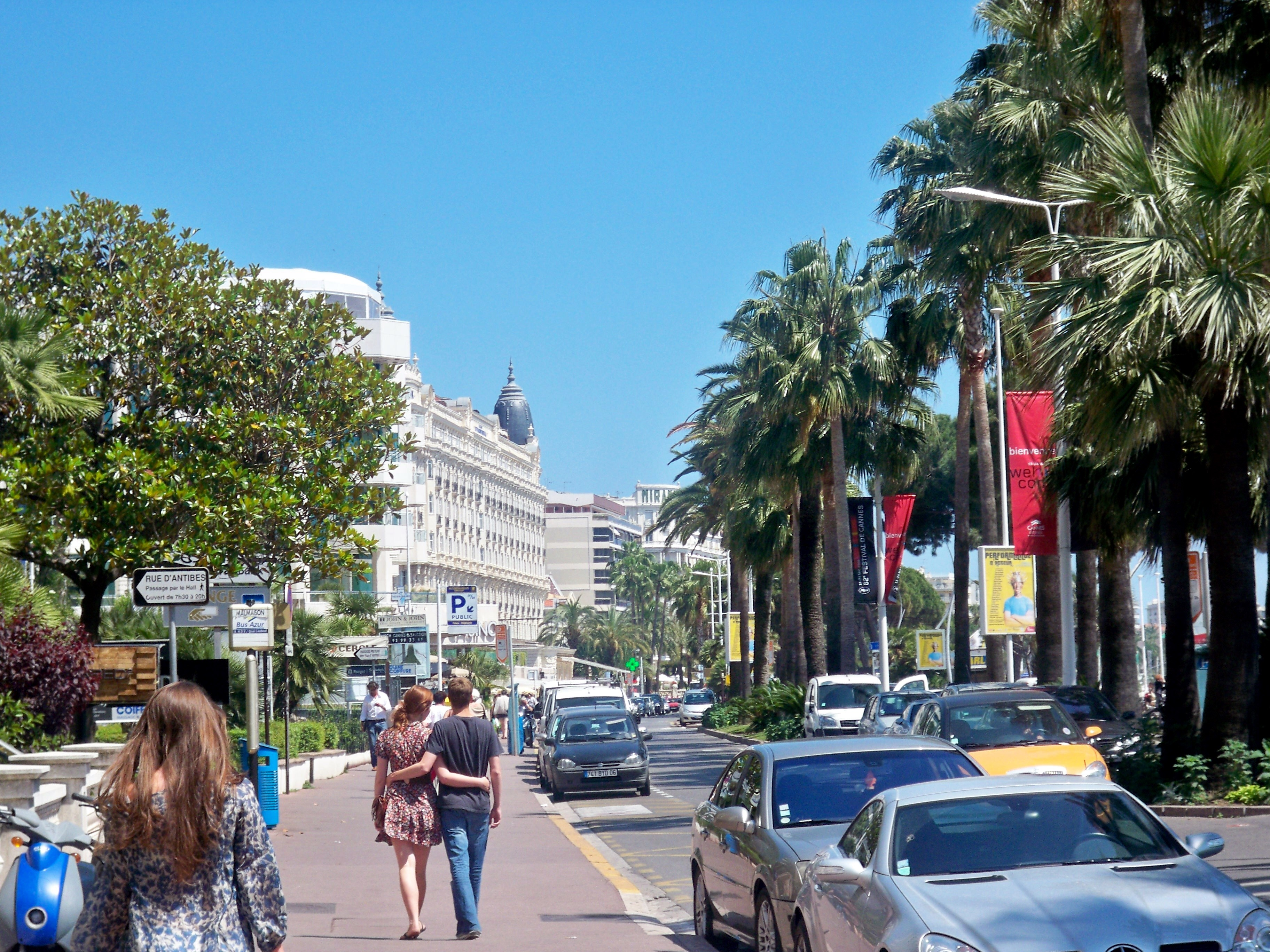
La Croisette in 2009, met zicht op het Carlton Hotel

La Croisette (voluit de Promenade de la Croisette) is een van palmen voorziene strandboulevard met promenade in de Franse stad Cannes, langs de Golfe de la Napoule aan de Côte d'Azur. 
Zij loopt van het Pointe de la Croisette in het oosten tot het Place du Général de Gaulle in het westen, nabij het Palais des Festivals et des Congrès. Dit is de plek waar het jaarlijkse filmfestival plaatsvindt. Langs de Croisette bevinden zich beroemde luxehotels zoals het Carlton Hotel of het art-deco-Hôtel Martínez, waar tijdens het filmfestival veel bekende namen uit de filmwereld verblijven. De Croisette loopt parallel aan de daarachter gelegen beroemde luxe winkelstraat Rue d'Antibes.

## Trivia
De videoclip van de single I'm Still Standing (1983) van Elton John is voor het Carlton Hotel gefilmd, op de Croisette.